# Sant Andreu de la Barca
Sant Andreu de la Barca és un municipi de la comarca del Baix Llobregat a la dreta del Llobregat (límit oriental del terme), entre Martorell, Castellbisbal, Castellví de Rosanes i Corbera de Llobregat. Sant Andreu de la Barca es troba en la cubeta de Sant Andreu de la Barca, és un dels aqüifers més importants de Catalunya i té una extensió de 8 km².
Sant Andreu de la Barca es troba limitat per un riu i dues rieres: El riu és el Riu Llobregat que delimita amb Castellbisbal; Les rieres són la del Palau, delimita amb Castellbisbal i Castellví de Rosanes, i la de Corbera, que delimita, com ja diu el seu nom, amb Corbera del Llobregat.

## Història

### Primers assentaments
S'han trobat restes ibèriques (troballes a la capella de Santa Madrona, al Palau) i romanes (jaciment de Can Puigbó i jaciment de Sant Madrona del Palau) a diferents indrets del municipi.

### Edat mitjana
L'establiment de la frontera amb el món musulmà al riu Llobregat, al segle ix, va comportar la construcció de castells que protegissin aquests indrets. El castell de Castellvell de Rosanes fou l'encarregat de garantir la seguretat de la zona.
La primera referència escrita de Sant Andreu de la Barca correspon a l'any 1109, a una venda que el senyor Guillem Ramon de Castellvell fa d'uns masos situades a la parròquia de Sant Andreu “Saguatosis”.
Cap als anys 1115 i 1126 el senyor de Castellvell va cedir els seus dominis de Sant Andreu d'Aigüestoses al monestir bagenc de Santa Maria de l'Estany. Aquesta vila havia estat donada a l'Estany en època desconeguda per tal que la repoblés, cosa que suposa un despoblament a causa de les ràtzies musulmanes. Es trobava abandonada “perquè els homes de Guillem de Castellvell l'havien abandonada per temor dels sarraïns”. La invasió de sarraïns de què parla el document devia ser segurament la invasió dels almoràvits que va ser detinguda al congost de Martorell el 1114 per l'exèrcit del comte de Barcelona o per alguna expedició posterior. Guillem, en tornar-la a repoblar, va pretendre que era de domini seu. Després d'un llarg litigi en el qual actuaren de mediadors el bisbe Arnau Ermengol de Barcelona amb els seus canonges, Guillem de Castellvell va reconèixer el domini de l'Estany sobre la vila de Sant Andreu, que es destinava a la cera de Santa Maria, i el prior de l'Estany va reconèixer al senyor de Castellvell que dues terceres parts de les rendes que sortissin de l'exercici de les justícies de la vila serien per ell i només una tercera part per al monestir de l'Estany. No sembla que la iniciativa reeixís, ja que els senyors de Castellvell feien anys més tard (1140) una concessió en feu a favor del senyor de Palau. En els pergamins conservats del monestir de Santa Maria de l'Estany consta que el 1142 hi va haver una discussió entre el prior Guillem d'Heures i el noble Guillem de Castellvell, sobre el domini de la vila de Sant Andreu.
L'Estany cobrava encara censos i rendes a Sant Andreu de la Barca l'any 1596, quan ja s'havia extingit la vida regular.
A partir del 1305 i fins al 1330, el topònim del poble, als documents eclesiàstics, figura com Sant Andreu de Matoses.

### Edat moderna
El 1527 Sant Andreu té una població de setanta veïns i vint-i-tres focs. Sant Andreu va patir força l'època del bandolerisme perquè els bandolers aprofitaven el congost per fer els seus robatoris al viatgers que anaven pel camí ral. El 1640 passen per Sant Andreu les tropes reials per sufocar la revolta del Corpus de Sang a Barcelona. La vila va patir el saqueig de les tropes com la majoria deis pobles del Baix Llobregat. Durant la Guerra de Successió Espanyola el 1713, les tropes borbòniques van ocupar tota la plana de Sant Andreu, tot preparant el setge de Barcelona.

### Edat contemporània
Durant la Guerra del Francès el 1809 les tropes napoleòniques saquegen Sant Andreu i s'enduen el copó sagrat, els crismes, el cullerot de batejar i el pot de l'extremunció, tots d'argent. A més, van entrar a cases particulars i masies d'on es van emportar objectes de gran valor.
El 1845 són afusellats els germans Estapé: Isidre, Josep i Joan, carlins de Sant Andreu, fills d'una honorable família, que van formar una partida carlina que operava al Baix Llobregat.
El 5 d'octubre de 1855 a Masquefa es va capturar la partida carlina de Tòfol de Vallirana, els caps de la partida van ser afusellats allà mateix i la resta els van portar a Sant Andreu i, un dia després, van afusellar la resta de l'escamot format per unes vint-i-quatre persones. Van ser sepultats al cementiri de la vila. Durant molts anys, els carlins de Catalunya van retre homenatge davant de la tomba comuna, el 6 d'octubre.
El 1875 es crea a Sant Andreu el cos del Sometent.
A l'últim terç del s. XIX Sant Andreu patí l'impacte de la fil·loxera cosa que va provocar un gran trasbals a l'economia del poble.
A començaments de segle xx Sant Andreu de la Barca va comptar amb dues infraestructures per travessar el riu. Per un costat un aeri (que va durar fins als anys 20) i, posteriorment, una palanca de fusta (que durà fins als anys 90).
Durant la Guerra Civil els milicians cremen l'església i és deposat el govern municipal. Es canvia el nom de Sant Andreu pel d'Aigüestoses i, també, el d'alguns carrers.
El gener de 1939 entren les tropes franquistes a Sant Andreu. Amb la següent repressió. El 25 d'agost va morir a Alemanya, en un camp de concentració nazi, Pere Casas i Palau, alcalde de Sant Andreu de la Barca de 1937 a 1939.
El 1945 l'activitat del municipi està dedicada en un 69,27% a l'agricultura i en un 11,22% a la indústria. Trenta anys després (1975), l'agricultura representava ja l'1,72% i la indústria el 77,14%. A més, la població va créixer moltíssim arran de la continuada onada immigratòria d'Andalusia i d'altres regions del país cap a l'àrea metropolitana de Barcelona.
En els últims anys han continuat arribant immigrants de fora de l'estat i creixent la indústria.

## Geografia
- Llista de topònims de Sant Andreu de la Barca (Orografia: muntanyes, serres, collades, indrets..; hidrografia: rius, fonts...; edificis: cases, masies, esglésies, etc).

El municipi se situa a la riba dreta del Llobregat, a l'est del poble, i s'estén d'allà cap a l'oest fins a la Vall del Palau, la Costa de la Dama i la Solella de Can Mitjans (que formen part de la part septentrional de la Serra de l'Ordal). Al sud, el terme municipal queda delimitat pels boscs del Llop i de Can Prats.

## Demografia
| 1497 f | 1515 f | 1553 f | 1717 | 1787 | 1857 | 1877 | 1887 | 1900 | 1910 |
| ------ | ------ | ------ | ---- | ---- | ---- | ---- | ---- | ---- | ---- |
| 25     | 22     | 28     | 160  | 662  | 898  | 864  | 849  | 814  | 817  |

| 1920 | 1930  | 1940 | 1950 | 1960  | 1970  | 1981   | 1990   | 1992   | 1994   |
| ---- | ----- | ---- | ---- | ----- | ----- | ------ | ------ | ------ | ------ |
| 818  | 1.008 | 929  | 886  | 1.524 | 4.870 | 13.085 | 15.405 | 15.348 | 15.348 |

| 1996   | 1998   | 2000   | 2002   | 2004   | 2006   | 2008   | 2010   | 2012   | 2014   |
| ------ | ------ | ------ | ------ | ------ | ------ | ------ | ------ | ------ | ------ |
| 18.332 | 18.854 | 20.140 | 22.396 | 23.675 | 25.383 | 26.752 | 26.682 | 27.306 | 27.268 |

| 2016   | 2018   | 2020   | 2022   | 2024   | 2026 | 2028 | 2030 | 2032 | 2034 |
| ------ | ------ | ------ | ------ | ------ | ---- | ---- | ---- | ---- | ---- |
| 27.434 | 27.332 | 27.569 | 26.965 | 27.062 | -    | -    | -    | -    | -    |

## Política
| Període     | Alcalde o alcaldessa                                                   | Partit polític | Data de possessió | Observacions |
| ----------- | ---------------------------------------------------------------------- | -------------- | ----------------- | ------------ |
| 1979–1983   | Manuel Salmerón Salas                                                  | PSC            | 19/04/1979        | --           |
| 1983–1987   | Manuel Salmerón Salas / Juan A. Sánchez Vicente                        | PSC            | 28/05/1983        | --           |
| 1987–1991   | Juan A. Sánchez Vicente                                                | PSC            | 30/06/1987        | --           |
| 1991–1995   | Juan A. Sánchez Vicente                                                | PSC            | 15/06/1991        | --           |
| 1995–1999   | Manel Enric Llorca Ibáñez                                              | PSC            | 17/06/1995        | --           |
| 1999–2003   | Manel Enric Llorca Ibáñez                                              | PSC            | 03/07/1999        | --           |
| 2003–2007   | Manel Enric Llorca Ibáñez                                              | PSC            | 14/06/2003        | --           |
| 2007–2011   | Manel Enric Llorca Ibáñez                                              | PSC            | 16/06/2007        | --           |
| 2011–2015   | Manel Enric Llorca Ibáñez                                              | PSC            | 11/06/2011        | --           |
| 2015–2019   | Manel Enric Llorca Ibáñez                                              | PSC            | 13/06/2015        | --           |
| 2019-2023   | Manel Enric Llorca Ibáñez (fins 31 Juliol de 2021) i Ana Alba Aguilera | PSC            | 15/06/2019        | --           |
| Des de 2023 | Marc Giribet i Gavara                                                  | ERC            | 17/06/2023        | --           |

## Transport
La línia Llobregat-Anoia passa per Sant Andreu de la Barca on hi han dues estacions dins el municipi amb serveis de Ferrocarrils de la Generalitat de Catalunya (FGC), adherits a la xarxa integrada de transport (Autoritat del Transport Metropolità).
- Estació el Palau
- Estació de Sant Andreu de la Barca

## Fills il·lustres
- Gaspar de Preses[5]
- Antoni Jansana i Llopart
- Pere Rovira i Frígols[6]

## Llocs d'interès
- Gimnàs municipal
- Col·lecció de Sant Andreu de la Barca.[7]
- Font de l'Hermano

## Imatges

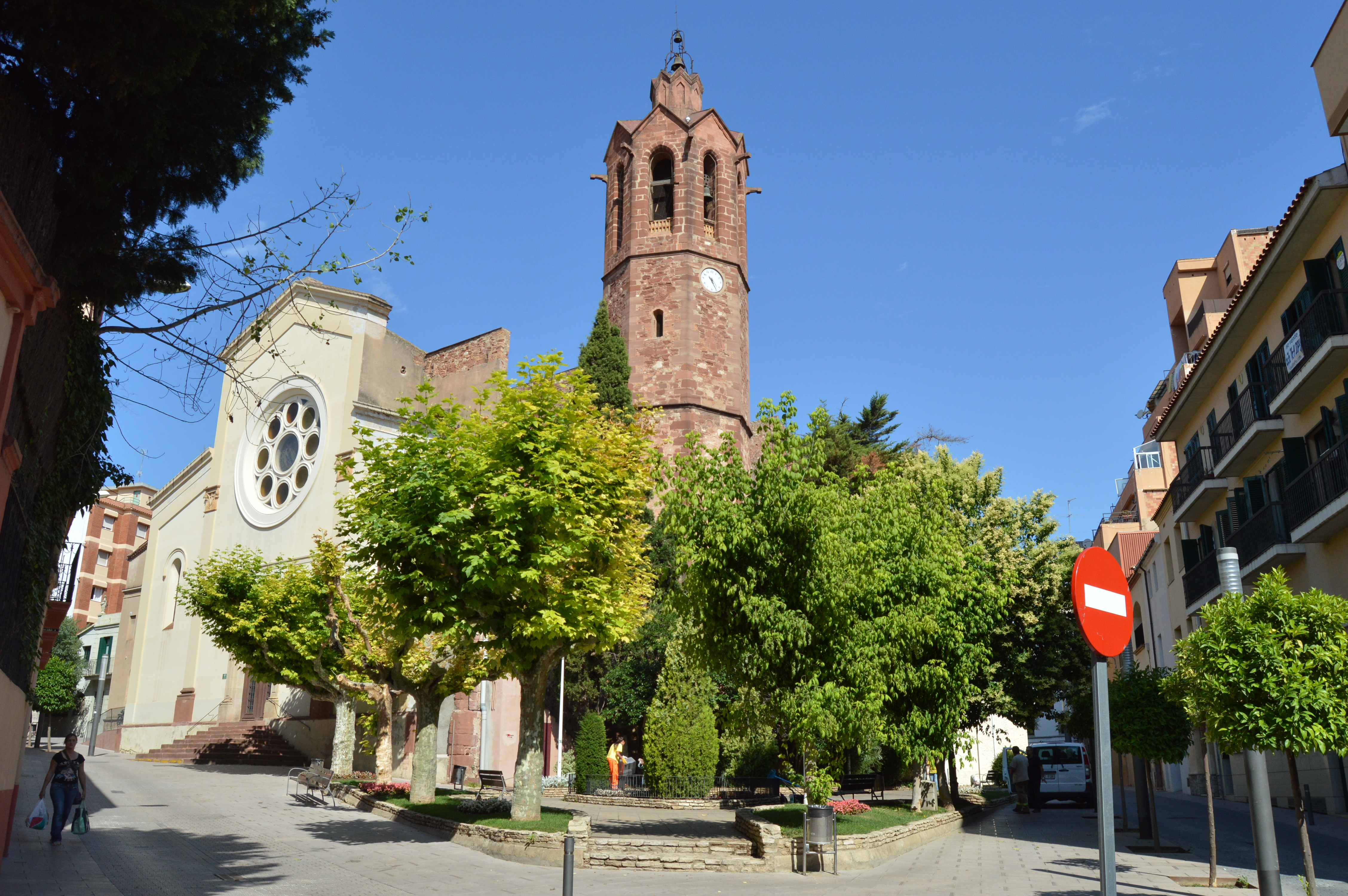
Parròquia de Sant Andreu de la Barca
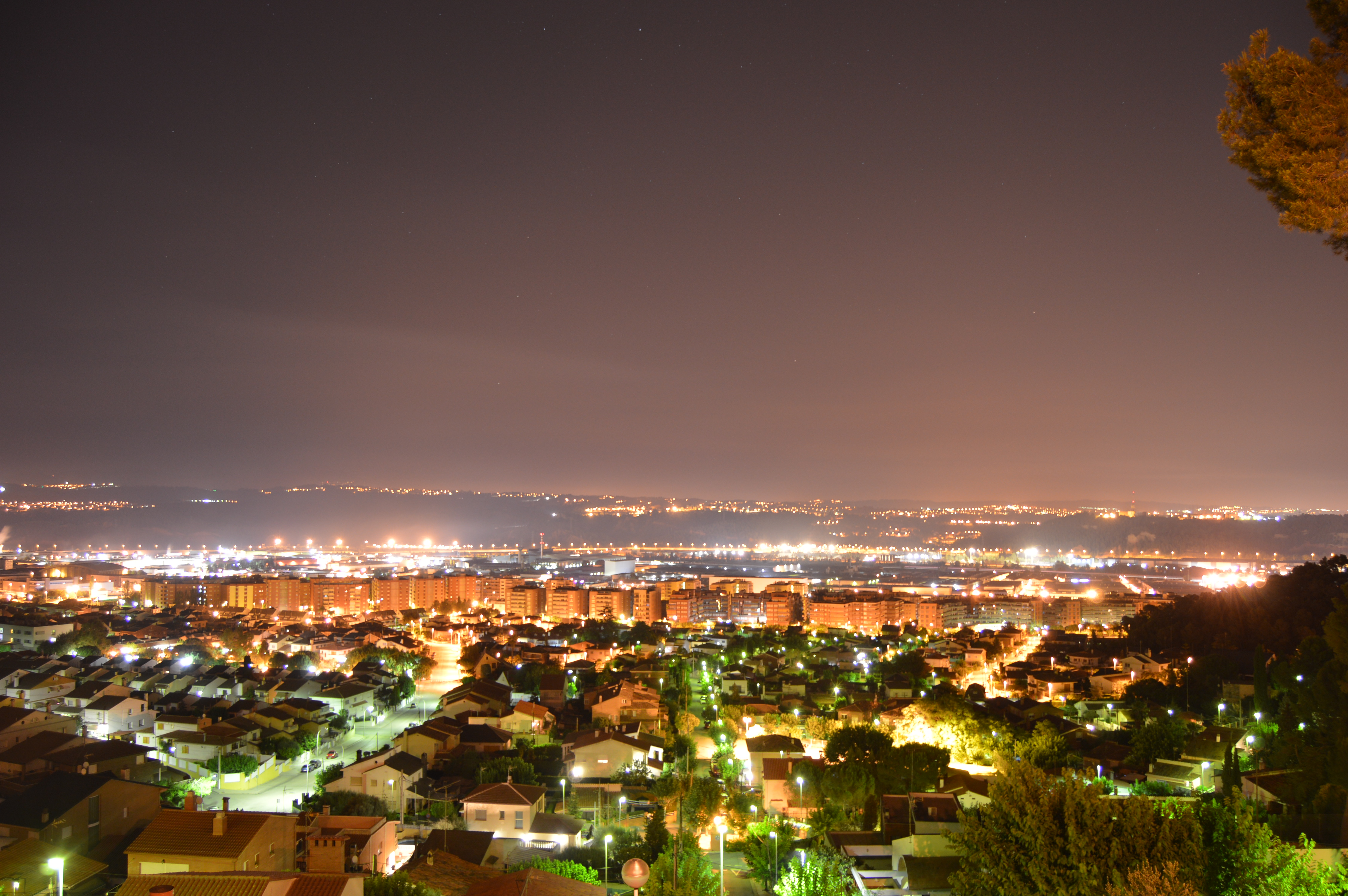
Vista nocturna de la residencial de la Colònia i el palau.
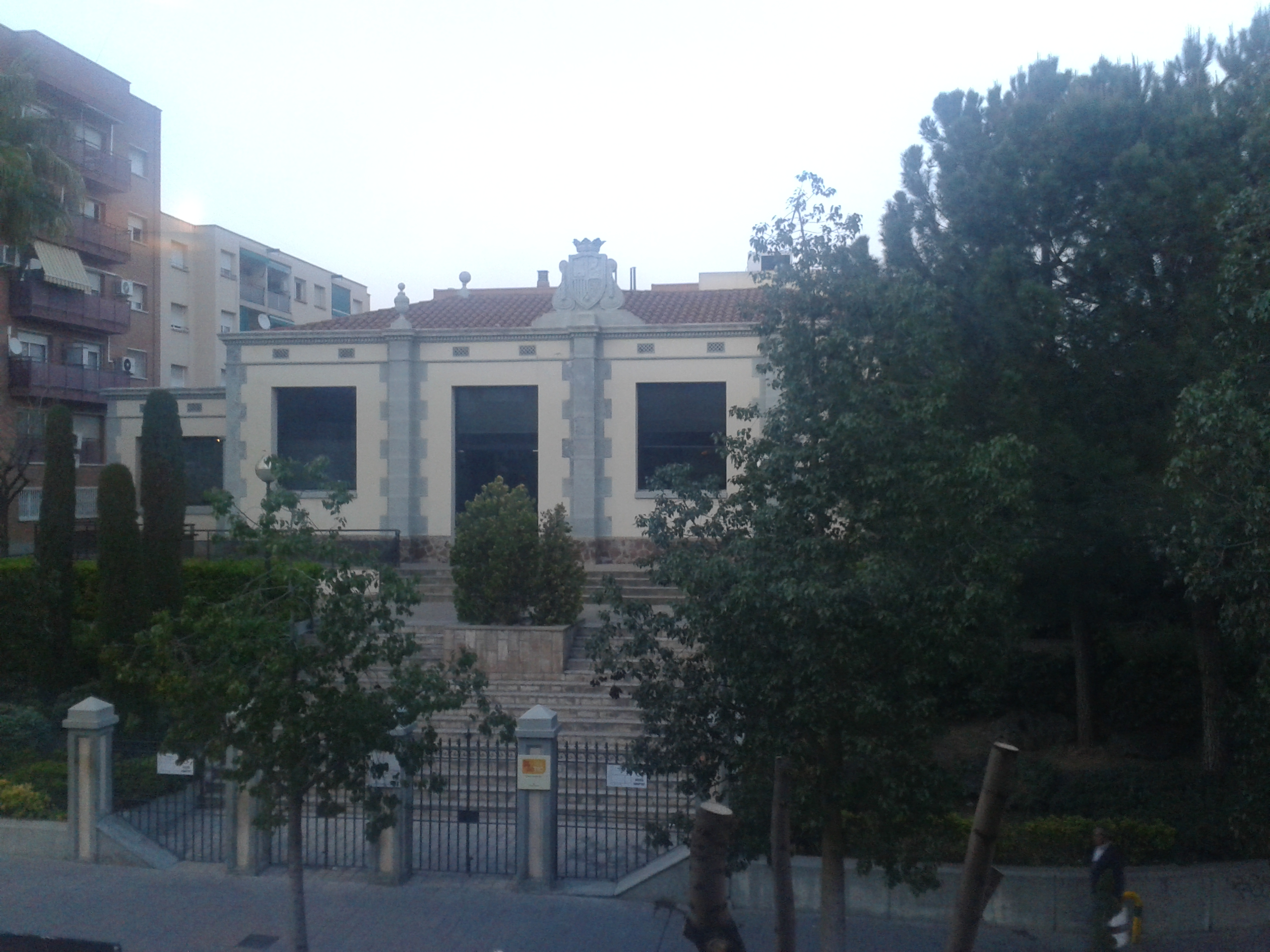
Escoles Velles
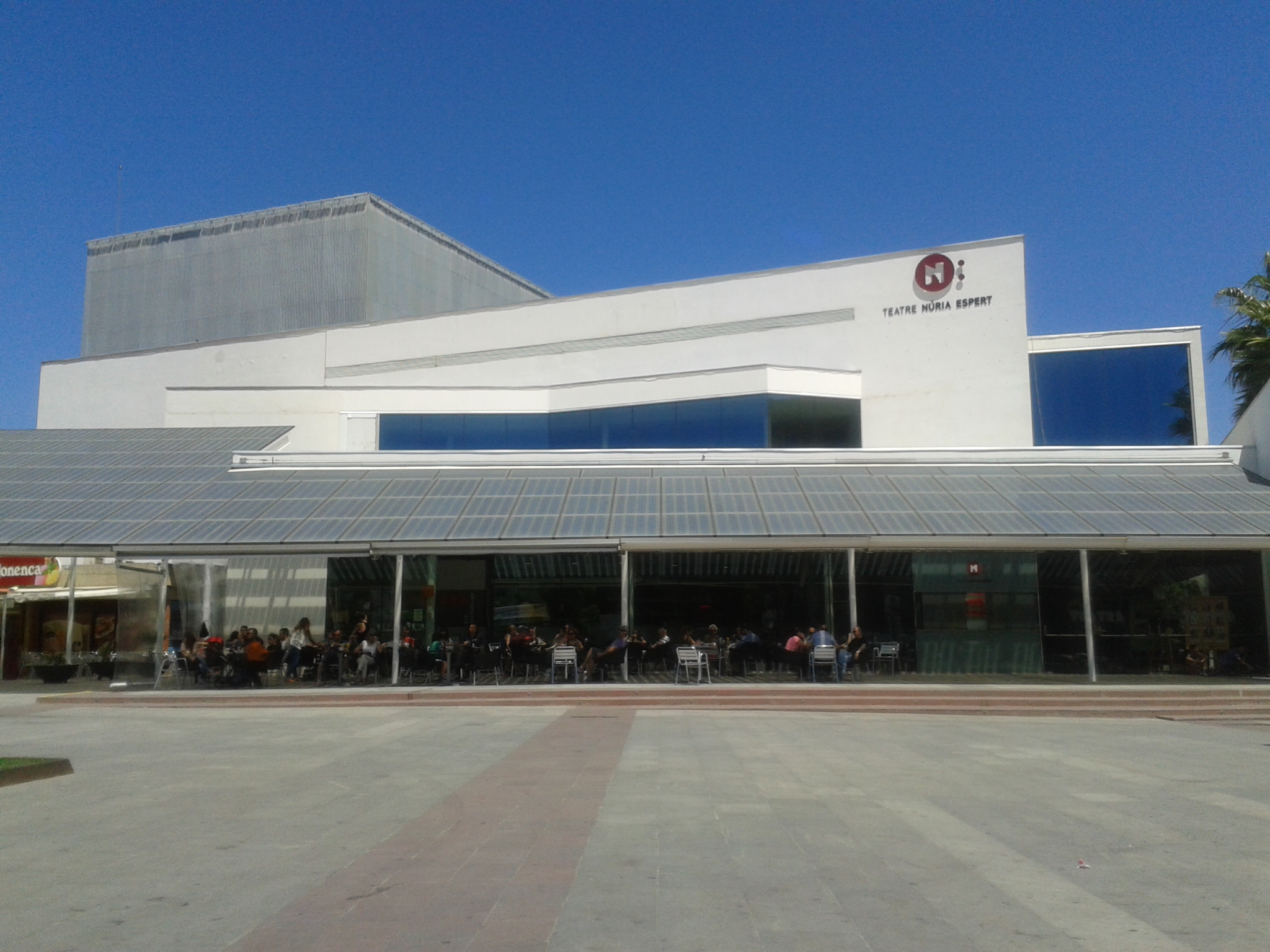
Teatre Núria Espert
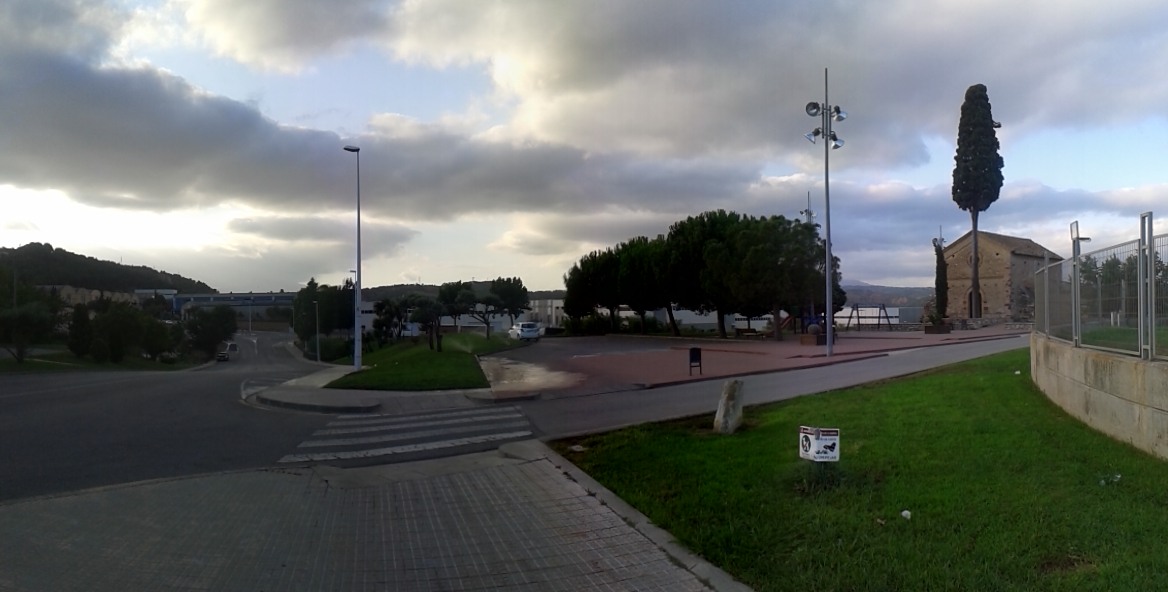
Ermita de Santa Madrona del Palau